# سعدآباد (دشتستان)
سَعدآباد مرکز بخش سعدآباد ( کهن ترین بخش استان بوشهر ) و از توابع شهرستان دشتستان است.این شهر که بیش از ۱۰۰۰۰ نفر جمعیت دارد دارای قدمتی با بیش از ۲۵۰۰ سال است. پیشینه این شهر به دوران هخامنشیان باز می گردد و اوج شکوه آن در دوران ساسانیان بوده.
شغل بسیاری از مردم این شهر کشاورزی (نخل داری و گندم کاری و کاشت صیفی جات و سبزیجات  ...) است. قابل ذکر است که قشر قابل توجهی از شهروندان سعدآباد را فرهنگیان این شهر تشکیل می دهند به طوری که در این شهر شهرکی به اسم شهرک فرهنگیان نیز وجود دارد.
سعدآباد دارای بیشترین تعداد اصله نخل در استان بوشهر و ایران است که علاوه بر امور اقتصادی جاذبه گردشگری نیز دارد.

## مشخصات شهر

### جغرافیای سعدآباد
سعدآباد از بخش‌های مهم شهرستان دشتستان است که در شمال این شهرستان واقع شده و وسعت آن ۱۰۰۰ کیلو متر مربع است که ۱۵/۳ درصد از دشتستان را شامل می‌شود.
بخش سعدآباد از شمال و مشرق به استان فارس، از مغرب به بخش آبپخش و از جنوب به رودخانه دالکی محدود می‌شود.
رودخانه‌های دالکی و شاهپور به ترتیب در سراسر مشرق و مغرب این بخش جریان دارن و پس از پیوستن به یکدیگر در محل دورودگاه به منطقه حالتی جزیره گونه می‌دهند.
فاصله این شهر تا برازجان، مرکز شهرستان دشتستان ۲۴کیلومتر و تا بندر بوشهر، مرکزیت استان ۸۰ کیلومتر می‌باشد. سعدآباد بر روی طول جغرافیایی ۵۱ درجه و عرض جغرافیایی ۲۹ درجه قرار دارد.
ارتفاع متوسط این منطقه حدود ۵۰ متر از سطح دریا می‌باشد. هوای منطقه از اواسط بهار تا پایان تابستان گرم و خشک و در فصل پاییز و زمستان معتدل و بهاری می‌باشد.
بخش سعدآباد دارای ۱۷ روستای مسکونی، ده‌ها آبادی و ۲ دهستان وحدتیه و زیراه می‌باشد.
عمده پوشش گیاهی سعدآباد از نو گیاهان گرمسیری نظیر درخت نخل، گز، کنار (سدر) و کهور می‌باشد. از لحاظ اقتصادی درآمد بیشتر مردم منطقه براساس کشاورزی و از فروش محصولات نخل، خرما و رطب می‌باشد.
در بخش سعدآباد بر اساس آمار اداره آبیاری بیش از ۱۵۰۰۰۰۰ اصله نخل وجود دارد.
سد شبانکاره که در سال ۱۳۱۹ خورشیدی بر رودخانه شاهپور در کنار شهر سعدآباد ساخته شده و سد سرقنات در نزدیکی روستای سرقنات از زیباترین مناظر منطقه هستند و از نظر آبیاری درختان خرما و اراضی کشاورزی نقش مهمی دارند.

### وجه تسمیه شهر سعدآباد
این شهر در ابتدا به نام محمدآباد خوانده می‌شد، در سال ۱۳۰۸ قمری توسط اسماعیل خان شبانکاره‌ای به سعدآباد تغییر نام یافت. در آن زمان منطقه سعدآباد به قسمتی از تیول محمد حسن خان سعدالملک مافی بود و اسماعیل خان کارگزار او محسوب می‌شد. محمد حسن خان مافی برادر کوچک حسینقلی خان نظام السلطنه مافی بود که از سال ۱۳۰۵ – ۱۳۰۸ حکمران بوشهر و بنادر بود.
تصحیح:در اوائل سلطنت سلطان حسین صفوی شخصی بنام حاج محمد قطیف که اصالتاً اهل بحرین بود به دشتستان کوچ نموده و با ایل و تبار خود به حوالی سعداباد امروز رسید؛ و از آنجا که در کار کشاورزی مسلط بودو در کنار سعداباد رود شاهپور جریان داشت مسقط اراس خود را در پایین دست سعداباد قرار داد و شروع به احداث باغداری و کشاورزی نموده و یک جوی عظیم را که بعداً به نام پسراو جوی حاج مهدی نامیده شد بنا نهاد و این بعدها در زمان پسر او به اتمام رسید. وجه تسمیه محمدآباد بخاطر نام او محمد بوده و به همین خاطر کم‌کم روستای محمدآباد شکل گرفت؛ و او کم حاکم منطقه شد و در کل بلوک زیراه حکومت می‌کرد؛ و مباشر داشت. بعد از مرگ او قدرت به بدست دختران بازمانده اش رسید؛ و چند سالی دختران او با کمک مشاور بر منطقه حکومت کردند؛ ولی در مسافرتی که مباشر آن‌ها به اصفهان داشت اسناد مالکیت منطقه زیراه را جعل کرد. یا با ساخت و پاخت با مقامات بالاتر اخذ نمود؛ و چون دختران بازمانده از حاج محمد به خواسته او مبنی بر ازدواج تن نداده بودند، او بمرور خود را مالک و دختران را هم از میان برد. بعدها خوانین زیراه مدتی بر منطقه حکومت کردند و آنگاه نوبت به اسما عیل خان شبانکاره رسید که مالک بلا منازع محمدآباد و منطقه زیراه شد. اسما عیل خان بپاس احترام سعد الملک مافی که منطقه را در تیول داشت و وزیر نا صر الدین شاه بود محمدآباد را سعداباد نامید؛ و سعد الملک هم به همین جهت از دربار نشان سرهنگی برای اسماعیل خان گرفت.

## تاریخ

### پیشینهٔ تاریخ تمدن
قدمت تمدن و شهرنشینی در منطقه سعدآباد به دورهٔ هخامنشیان و شهری به نام (تموکن یا تووکه، توج،توز،تووه) در کنار کاخ‌های بردک سیاه در حدفاصل بین محل فعلی سعدآباد و روستای دورودگاه بازمی‌گردد. به عقیده باستان شناسانی چون احسان یغمایی کاشف بردک سیاه در سال ۵۶ و پژوهشگر توج، شهر اداری، سیاسی تموکن در کنار کاخ‌های بردک سیاه تا حمله اسکندر مقدونی در حدود سال‌های ۳۰۰ تا ۳۶۰ ق. م برقرار بوده که در یورش سپاه اسکندر به ایرانزمین در تاریخ مذکور این شهر به دلیل اهمیت فراوان راهبردی به همراه کاخ‌های بردک سیاه و سنگ سیاه توسط نئارخوس فرمانده ناوگان دریایی اسکندر غارت و به آتش کشیده شد. امروزه آثار آتش‌سوزی در خرابه‌های آن آثار مشهود است.
بعدها مدنیت و شهرنشینی در دوره ساسانیان در قسمت شمال شرق محل فعلی سعدآباد به نام‌شهر توز یا توه سر برآورد.
این شهر در عصر ساسانی از رونق و اعتبار بسیار برخوردار بود و پارچه‌های توزی آن به تمام نقاط ایران و دگر بلاد آباد آن زمان صادر می‌شد.
این شهر پس از ورود اسلام به توَّج تغییر نام یافت و تا سده ششم هجری قمری از اعتبار و رونق اقتصادی بسیاری برخوردار و پارچه‌های آن شهرهٔ آفاق بود.
جغرافی دانان، موّرخین و شاعران در قرون اول هجری در آثار خود از این شهر یاد کرده‌اند.
لباس من به بهاران ز توزی و قصب است
به تیر ماه خز قیمتی و قز سمور «فرخی»
کرده گردون ز توزی دیبا
کسوت و فرش من به شال و پلاس «مسعود سعد»
سلمان بپوشید جاماسب توزی قبای
فرود آمد از کوه بی رهنمای «فردوسی»
شهر توز در سال نوزدهم هجری به دست «حکم بن عاص» گشوده شد و پس از آن قومی عرب در آن ساکن شدند و تا اوایل قرن چهارم هجری قمری آبادان بود. پس از ان به دلایلی نا معلوم به تدریج از رونق و رواج آن کاسته گردید.
سال‌ها پس از ویرانی شهر توز، شخصی به نام «حاج محمد قطیف» همراه با زن و فرزندانش از بحرین به این منطقه آمد و در شمال خرابه هایه شهر باستانی توز سکونت اختیار نمود. وی بین روستاهای برمک، هلپه‌ای و زیراه فعلی ساختمانی احداث نمود. پیشکار وی به نام «کربلایی ولی» پس از مرگ حاج محمد چشم طمع به اموال او و دخترانش دوخته بود. سرانجام هر دو دختر را که حاضر به همسری وی نشده بودند، به قتل رسانید؛ که در آرامگاه پیر هداف دفن شدند.
بعد از آن کربلایی ولی و فرزندانش بیش از یک قرن در ولایات دورودگاه، نظر آقا، عمویی و زیراه حکومت کردند. املاک زیراه و شبانکاره پس از آن جزو تیول حسینقلی خان نظام السلطنه مافی (سعدالملک اول) و محمد حسن خان (سعدالملک دوم) قرار گرفت. حاکم شبانکاره، یعنی اسماعیل خان (درگذشتهٔ ۱۳۴۴ ق) منطقه را از سعدالملک اجاره کرده بود. اسماعیل خان آبادی سعدآباد را به افتخار سعدالملک در این منطقه بنا نمود. پس از درگذشت اسماعیل خان، به ترتیب فرزندانش لطفعلی خان و محمدعلی خان و پس از آن فرزندان محمد علی خان یعنی اردشیر خان و ملک منصور خان شبانکاره بر مناطق سعدآباد و شبانکاره حکومت کردند.

### سعدآباد در دوران معاصر
مردم سعدآباد در جنبش‌های سیاسی و اجتماعی دوران معاصر، نقش مهمی داشته‌اند؛ از جمله نهضت ملی شدن نفت، که در حمایت از نهضت و رهبر آن دکتر محمد مصدق پس از کودتای ۲۸ اَمرداد۳۲ خورشیدی تعدادی از مردم سعدآباد دستگیر و روانه زندان شدند.
در دوران ستم فئودالی در اعتراض به ظلم و ستم خوانین که با گرفتن بهره مالکانه موجب فقر مردم می‌شدند قیام‌هایی روی داد که مهم‌ترین آن‌ها به قیام‌های جاقاش و گله میرو معروف است. دهقانان با هماهنگی قبلی در محلی به نام جاقاش و گله میرو جمع شدند که فئودال‌ها با همکاری نیروی ژاندارمری دهقانان را با خشونت و بی رحمی سرکوب کردند، که تعدادی شهید و زخمی شدند.
در جریان انقلاب اسلامی مردم سعدآباد در استان بوشهر پیشگام بودند که در قیام روز ۱۲ دی ماه ۱۳۵۷ سه نفر به نام سید محمدباقر موسوی، عباس مشایخ و ناصر دانشگر شهید و تعدادی زخمی و جانباز شدند.
در جنگ تحمیلی عراق علیه ایران هم مردم سعدآباد همگام با سایر نقاط ایران در جبهه‌های جنگ حضور فعالی داشتند که با تقدیم ده‌ها شهید وفاداری خود در دفاع از میهن را به اثبات رساندند. و ۳۲ شهید تقدیم به ایران عزیز کرند.
از جمله بسیجی دلاور محمد رضا حسینی (حیدری) که از دلاوری‌ها و سلحشوری‌های ان زنده یاد روایات متعددی مانده‌است.
تاریخ آموزش و پرورش در سعدآباد
در تاریخ ۲۵ شهریور ۱۳۱۲ اولین مدرسه ذکور دولتی به نام سعدی گشایش یافت. اولین نمایندگی فرهنگ (آموزش و پرورش) در سال ۱۳۳۷ در سعدآباد استقرار و سیدرضا علی رضوی دشتی که مدیر دبستان سعدی بود به عنوان نمایندگی فرهنگ منصوب گردید. در سال ۱۳۵۷ این نمایندگی به اداره آموزش و پرورش ارتقا یافت و در سال ۱۳۶۱ شبانکاره از سعدآباد تفکیک گردید.

## هنر آیینی تعزیه
تاریخ برگزاری تعزیه در شهر سعدآباد به اوایل سده ۱۴ خورشیدی یعنی دهه اول ۱۳۰۰ شمسی بازمی‌گردد. حاج سید مهدی مهدوی از سادات مهدوی شهر ابتدا به صورت فردی واقعه خوانی می‌کرد و بعدها دو برادر به نامهای کربلایی سهراب و کربلایی داراب هسته اولیه گروه تعزیه را در کنار مسجد امام جعفر صادق ع سعدآباد بنا گذاشتند.
نسخه‌های ابتدایی واقعه خوانی توسط سید مهدی مهدوی از عتبات عالیات آورده شده و برای اجرای تعزیه نیز نسخه‌هایی از کربلایی ملا خلف خلاق گرفته شده و همچنین بعدها این نسخه‌ها بواسطه شیدا (فتح‌الله سعدآبادی ) شاعر نام آشنای این شهر تصحیح و بر نسخه‌های پیشین افزود. اولین محل اجرای تعزیه در زمان واقعه خوانی سید مهدی مهدوی در محل پشت شهرداری و سپس به باغ انار در محل اداره بهزیستی سعدآباد تغییر و بعدها نیز به میدان خاکی روبروی مسجد امام‌جعفرصادق ع انتقال یافت.
گوشه‌ها و مقام‌های موسیقایی که در تعزیه قدیم سعدآباد بصورت سنتی استفاده می‌گردیده عبارتند از رجزخوانی در چهارگاه و ماهور، مصیبت خوانی، لالایی خوانی، درویش خوانی، سُرور، چاووشی در چهارگاه و نغمات دیگر

## روز سعدآباد

### حماسه ۱۲ دی
با آغاز فعالیت های انقلابی در کشور مردم سعدآباد نیز به پیروی از امام خمینی (ره) از جمله شهرهای پیشتاز و از اولین شهر های استان بوشهر در این زمینه بودند به طوری که در ۱۲ دی ماه سال ۵۷ یعنی چهل روز قبل از پیروزی انقلاب اسلامی مردم سعدآباد با وجود تهدید به برخورد مسلحانه به خیابان آمدند  طی این حرکت انقلابی تعدادی از مردم مجروح شدند و سه نفر نیز به فیض عظیم شهادت رسیدند.
به مناسبت این پیشتازی مردم غیور سعدآباد روز ۱۲ دی به نام روز سعدآباد لقب گرفت.

## آثار باستانی، جاذبه‌های گردشگری و زیارتگاها

### آثارباستانی
1. کاخ هخامنشی ((بردک سیاه)) و شهر تموکن در بین سعدآباد و روستای دورودگاه
2. کاخ هخامنشی «سنگ سیاه» بین روستای جتوط و نظرآقا
3. آثار باقی‌مانده از شهر توز (توج) بین بقعه آقا میرهداف و روستای زیرراه
4. غارهای سنگی «چهل خانه» در شمال شهر سعدآباد در حاشیه رودخانه شاهپور
5. قلعه تاریخی زیرراه در روستای زیرراه
6. آسیاب‌های آبی و آب انبار در اطراف زیرراه
7. گرمابه تاریخی (حاج رضا سعدآبادی) در سعدآباد
8. تل خندق در شهر وحدتیه که به احتمال زیاد مربوط به دوره صفوبه می‌باشد (سکه شاه اسماعیل اول در آنجا پیدا شد)
9. قبرستان تاریخی بور نزدیک روستای سبا (کانسرخ)
10. جو قیل (احتمالاً قیر) اطراف سعدآباد
11. آثار باقی‌مانده از سد شهر سبا بر رودخانه شاپور معروف به (کل غرون) که با استفاده از آجر ۴۰*۴۰ و ملات قیر ساخته شده‌است.

### زیارتگاه، امامزاده‌ها
1. امامزاده آقا میر هداف واقع در سعدآباد
2. امام زاده شاه قطب الدین حیدر دورودگاه که از نوادگان امام موسی کاظم (ع) می‌باشد.
3. امامزاده شاه قاسم در منطقه وحدتیه
4. امامزاده بی بی خاتون نظرآقا
5. امامزادگان آقانور و بی بی نور در روستای سیاه منصور سفلی

### جاذبه‌های گردشگری
1. غارهای چهل خانه
2. گرمابه تاریخی حاج رضا سعدآبادی
3. چشمه‌های قدیم و جدید زیرراه
4. آبشار شول
5. سراسر سواحل رودخانه شاپورو دالکی که در مشرق و مغرب بخش سعدآباد واقع شده‌اند
6. سد سعدآباد بر رودخانه شاپور
7. سد سرقنات بر روی رودخانه دالکی که آب نخیلات منطقه سعدآباد را تأمین می‌کند.
8. کوه نرگسی در منطقه وحدتیه